# Консервативна партія (Велика Британія)
Консервати́вна па́ртія (англ. Conservative Party, офіційна назва: Консервати́вна та юніоні́стська па́ртія англ. Conservative and Unionist Party; неофіційна історична назва — «торі», англ. tory) — британська політична партія, заснована в 1834 році внаслідок перетворення партії Торі. Одна з двох (нарівні з Лейбористською партією) основних партій у Великій Британії.

## Історія
Першу програму Консервативної партії (Tamworth Manifesto) розробив Роберт Піль і опубліковував її у 1834 році. Маніфест містив традиційні консервативні тези, підтримував елітизм. Пізніше Бенджамін Дізраелі у 1868–1874 роках дещо реформував програму, відкривши Консервативну партію для більш широкої групи виборців.
На початку XX століття Консервативна партія, у тому числі під впливом зростаючої впливовості Лейбористської партії, стала більш «близькою до народу». Консерватори продовжили зміцнювати позиції і після Другої світової війни.
Значне зрушення в програмі партії пройшло у 1976, під час керівництва Маргарет Тетчер. З 1979 Тетчер як прем'єр-міністр послідовно проводить політику економічного лібералізму та монетаризму, приватизацію багатьох галузей промисловості, небажання поглиблення європейської інтеграції. Після відставки Тетчер в 1990 році, ця політика була дещо згладжена за рахунок нового лідера партії і прем'єр-міністра Джона Мейджора, зокрема підписання Великою Британією Маастрихтський договір.
Консерватори залишили владу тільки в 1997 році, після програшу лейбористам на чергових виборах. Новим лідером був обраний Вільям Хейг, противник тіснішої європейської інтеграції. Після послідовної поразки на виборах в 2001 році, Хейг був замінений на Ієна Дункана Сміта, ще більшого євроскептика. Зміна керівництва не поліпшила рейтинг партії, які були найгіршими за багато років. 2003–2005 головою партії був Майкл Говард, а 2005–2016 р. консерваторів очолював Девід Камерон, який з 11 травня 2010 став прем'єр-міністром.
З 11 липня 2016 до 24 липня 2019 року партію очолювала Тереза Мей. З 2019 до 2022 року головою британських консерваторів був Борис Джонсон, який оголосив про відставку з посади голови уряду й лідера Консервативної партії 7 липня 2022 року внаслідок урядової кризи, спричиненої скандалом довкола Кріса Пінчера, однак виконував обов'язки голови уряду й партії до обрання нового керівника. З 5 вересня 2022 року лідером була Ліз Трасс, яка виграла вибори очільника партії та, відповідно, наступного прем'єра, однак 20 жовтня цього ж року подала у відставку на тлі економічної та політичної кризи, яка виникла через її реформи. 24 жовтня Ріші Сунака було обрано новим лідером партії після того, як Пенні Мордонт та Борис Джонсон відмовились від участі у виборах керівника партії.